# Luciano Pietronero
Luciano Pietronero (* 15. Dezember 1949 in Rom) ist ein italienischer theoretischer Physiker, der sich mit Statistischer Physik befasst. Er ist Professor für Festkörperphysik an der Universität Rom (La Sapienza). Er ist dort Direktor des Instituts für Komplexe Systeme (ISC) des nationalen italienischen Forschungsrats (CNR), dessen Mitgründer er 2004 war.

## Leben
Pietronero studierte an der Universität Rom mit dem Laurea-Abschluss 1971, war als Post-Doktorand an der Universität Rom (wo er sich bei Bruno Touschek mit dem Thirring-Lense-Effekt der Allgemeinen Relativitätstheorie befasste) und in Orsay und war dann 1974/75  an den Forschungszentren von Xerox in New York (Xerox Webster Research Center) und 1975 bis 1984 an dem von Brown Boveri in Baden AG. 1983 ging er als Professor für Festkörperphysik an die Universität Groningen und 1987 zurück als Professor an die Universität Rom. 1992 bis 1995 war er Leiter der Theoriegruppe, und 1995 bis 2001 war er dort Direktor der CNR-INFM Forschungsstelle (der größten Forschungsgruppe in Festkörperphysik in Italien mit über 200 Wissenschaftlern).
1982 war er Gastwissenschaftler am Institute for Theoretical Physics in Santa Barbara und am Lyman Laboratory of Physics der Harvard University.
Er befasst sich mit statistischer Physik und Fraktale mit Anwendungen in der Festkörperphysik, Finanzmathematik und Kosmologie (Galaxienkorrelationen). In der Festkörperphysik befasst er sich unter anderem mit eindimensionalen Elektronensystemen und Peierls-Instabilität, elektronischen Eigenschaften molekularer Kristalle, Ionenleitern, Elektronentransport in synthetischen Metallen und Polymeren, Polymerstatistik und Random Walks, Schmelzen an Oberflächen, kritisches Verhalten von Ladungsdichtewellen. Er wandte die Theorie der Renormierungsgruppe unter anderem auf die Dynamik rauer Oberflächen und Selbstorganisierte Kritikalität (SOC) an. In der Theorie der Fraktale führte er 1984 das Dielectric Breakdown Model ein (mit L. Niemeyer. H. J. Wiesmann, W. Schneider). Er befasste sich auch mit Hochtemperatursupraleitern und entwickelte die Theorie nicht-adiabatischer Supraleiter (ab 1992).
2008 erhielt er den Premio Enrico Fermi. 1990 wurde er Fellow der American Physical Society. 2011 wurde er zum Mitglied der Academia Europaea gewählt.

## Schriften
- mit A. Gabrielli, F. S. Labini, Michael Joyce Statistical physics of cosmic structures, Springer Verlag 2004
- Complessita ed altre storie, Di Renzo Editore 2007